# 726
726 (DCCXXVI) var ett normalår som började en tisdag i den julianska kalendern.

## Händelser

### Okänt datum
- Seismisk aktivitet i Medelhavet: Vulkanön Thera får ett utbrott, och staden Jarash (i dagens Jordanien) drabbas av en större jordbävning.
- Kung Ine av Wessex avsäger sin krona och ger sig av till Rom. Han efterträds av Æthelheard.
- Kung Æthelbald blir kung av Mercia.
- Orso Ipato väljs till doge av Republiken Venedig och utses till romersk konsul av kejsar Leo III.
- Dúngal mac Selbaig avsätts som kung av Dál Riata; Eochaid mac Echdach blir kung.
- Den första årliga sumobrottningsturneringen i Japan hålls av kejsar Seibu.
- Leo III förbjuder dyrkan av religiösa bilder, och ikonoklasmkontroversen börjar.

## Födda
- Kejsar Daizong av Tang

## Avlidna
- 22 oktober – Itzamnaaj K'awiil, kung av Dos Pilas.